# فكتور جانسون
فكتور جانسون (بالفنلندية: Viktor Jansson)‏ هو نحات فنلندي، ولد في 1 مارس 1886 في هلسنكي في فنلندا، وتوفي بنفس المكان في 22 يونيو 1958.